# サリチル酸メチル
サリチル酸メチル（、英: methyl salicylate）は、フェノール類の一種で、サリチル酸のカルボキシ基にメチル基が結合した物質。サリチル酸とメタノールが脱水縮合したエステルにあたる。特有の芳香があり、消炎作用をもつ。

## 商業利用
サリチル酸とメタノールによりフィッシャーエステル合成反応を行うと、脱水縮合を起こしてサリチル酸メチルが合成される。
 {\displaystyle {\ce {+\ CH3OH->}}} {\displaystyle {\ce {+\ H2O}}}
過去に海外では植物から取れる精油を利用していた。

## 植物

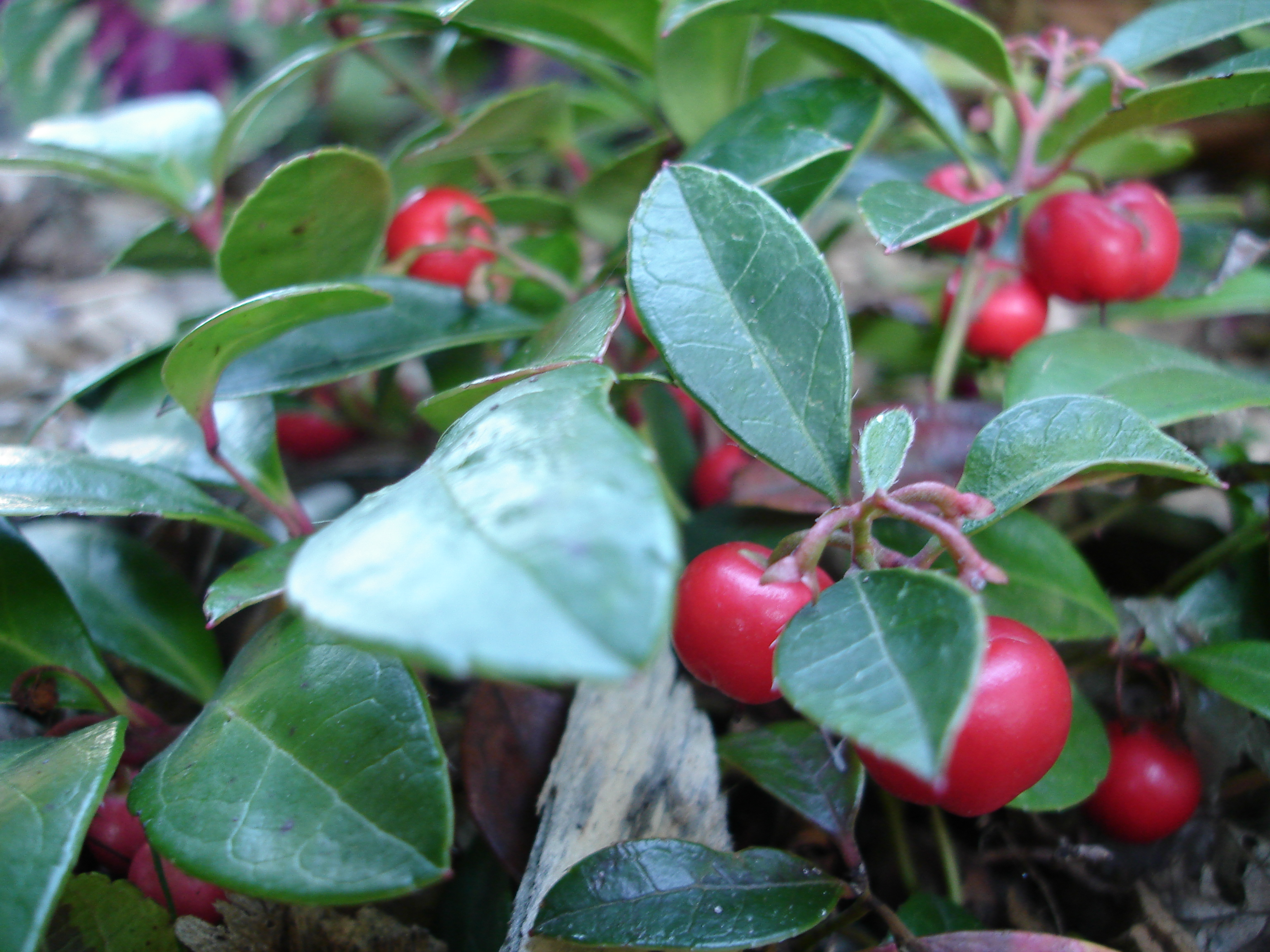
ウィンターグリーンの一種であるヒメコウジ (Gaultheria procumbens)

サリチル酸メチルは植物にも存在する。特にカバノキ科のカバノキ属（ミズメ等）や、北米でウィンターグリーンと呼ばれるツツジ科のシラタマノキやイチヤクソウ科などの植物には多量に含まれ、そのため切ると独特のにおいがする。一般の植物にも少量含まれ、個体内では植物ホルモンであるサリチル酸の前駆体として転流し機能しているとの報告がある。また揮発性なので、個体間でも傷害を伝えるシグナル物質として働くと考えられている。

## 利用
- 高濃度では貼付剤として、関節痛・筋肉痛などのケアに用いられる。二重盲検法評価では、有効性の根拠は弱く、慢性痛よりも急性痛に効果を示すため、その効果性は完全に反対刺激効果に由来するものであるとされた。しかし体内ではサリチル酸や他のサリチル酸エステル類に代謝されるため、非ステロイド性抗炎症薬としてサリチル酸の効果を示す[1][2][3]。
- 低濃度では食品添加物として香料に使用される。キャンディーの香料では最高でおおよそ0.04%含まれている[4]。
- さまざまな製品の香料にも用いられており、殺虫剤や農薬の臭い消し剤としても添付されている。使いすぎると胃や腎に障害を起こす[5]。
- ファインアートの転写剤として、絵や写真を手作業で複写する時に使われる[6]。
- 物理的特性が似ているため、マスタードガスの環境や生物への影響を評価するために代替品として使われる[7]。
- リステリンに使われる[8]。
- 特にプリンターなどで、古くなったゴムローラーなどをレストアするのに使われる[9]。

## 安全性と毒性
純粋なサリチル酸メチルは有害である。ウィンターグリーンの精油は98%のサリチル酸メチルを含んでいる。5 mL（およそ小さじ1杯分）のウィンターグリーン精油にはおよそ6 gのサリチル酸メチルが含まれており、報告されている体重当りの最低の致死量は101 mg/kgとされているため、小さじ1杯のウィンターグリーンの精油は60 kgの成人に対する致死量に相当する。小児の場合はさらに少量となるが、ウィンターグリーン油はキャンディのように甘い香りを発するため誤飲に注意を要する。